# Mulțumesc lui Dumnezeu că e vineri (film)
Mulțumesc lui Dumnezeu că e vineri (în engleză Thank God It's Friday) este un film dramă din 1978 din regizorul de Robert Klane și producător de Neil Bogart, în rolurile principale de Donna Summer, Jeff Goldblum și Debra Winger.